# Лолита (Техас)
Лолита (англ. Lolita, Texas) — статистически обособленная местность (англ. сensus-designated place) в округе Джэксон, штат Техас, США.

## Характеристика
По данным переписи населения 2000 года, население Лолиты составляло 548 человек, 381 из которых были совершеннолетними. Средний размер семьи составлял 3,27 человека, число людей в одном домохозяйстве — 2,73 человека.

## В культуре
Лолита упоминается в романах В. В. Набокова «Лолита»

Комбинация «О. Бердслей, Лолита, Техас» доказывала, несмотря на существование такого города в Техасе — (и притом яснее, чем исковерканное в Чампионе телефонное сообщение), что следует искать начала всей истории на атлантической стороне Америки.— В. В. Набоков, «Лолита»
 и «Ада, или Радости страсти»

Дай мне ещё раз высказать её — в выражениях, доступных работнику сцены. Ты уехала в Бостон навестить старую тётку — штамп и тем не менее правда, — а я поехал к своей, на ранчо невдалеке от Лолиты в Техасе.Оригинальный текст (англ.)Let me repeat it in such terms as a stage performer can appreciate. You had gone to Boston to see an old aunt—a cliché, but the truth for the nonce—and I had gone to my aunt’s ranch near Lolita, Texas.— В. В. Набоков, «Ада, или Радости страсти» (перевод С. Ильина)
 где её название встречается в тексте письма Демона Вина к Марине.